# Artemisia multisecta
Artemisia multisecta là một loài thực vật có hoa trong họ Cúc. Loài này được Leonova mô tả khoa học đầu tiên năm 1971.